# Yaniuvis López
Yaniuvis López (née le 1er février 1986) est une athlète cubaine, spécialiste du lancer du poids.

## Biographie
Elle a vaincu la leucémie en 2010.
En août 2017, elle atteint la finale des Championnats du monde de Londres où elle termine 8e avec 18,03 m. Le 1er août 2018, elle remporte la médaille d'argent des Jeux d'Amérique centrale et des Caraïbes de Barranquilla, grâce à un jet à 18,03 m, derrière la Trinidadienne Cleopatra Borel (18,14 m).

## Palmarès
| Date | Compétition                              | Lieu         | Résultat | Marque  |
| ---- | ---------------------------------------- | ------------ | -------- | ------- |
| 2017 | Championnats du monde                    | Londres      | 8e       | 18,03 m |
| 2018 | Championnats du monde en salle           | Birmingham   | 7e       | 18,19 m |
| 2018 | Jeux d'Amérique centrale et des Caraïbes | Barranquilla | 2e       | 18,03 m |
| 2019 | Jeux panaméricains                       | Lima         | 5e       | 17,99 m |

## Records
| Épreuve         | Marque  | Lieu      | Date         |
| --------------- | ------- | --------- | ------------ |
| Lancer du poids | 18,92 m | La Havane | 30 juin 2017 |